# Núcleos espejo
En física nuclear, los núcleos espejo son núcleos donde el número de protones del elemento uno ({\displaystyle Z_{1}}) es igual al número de neutrones del elemento dos ({\displaystyle N_{2}}) y el número de neutrones del elemento uno ({\displaystyle N_{1}}) es igual al número de protones del elemento dos ({\displaystyle Z_{2}}), de modo que el número másico es el mismo ({\displaystyle A=N_{1}+Z_{1}=N_{2}+Z_{2}}̣), es decir, son isóbaros .
Puesto que {\displaystyle Z_{1}=N_{2}} y {\displaystyle N_{1}=Z_{2}}, se verifica asimismo que {\displaystyle A=N_{1}+N_{2}=Z_{1}+Z_{2}}.  Por otra parte, al hacer la sustitución {\displaystyle Z_{1}=Z} y {\displaystyle Z_{2}=Z-1}, el número másico se puede reescribir en la forma {\displaystyle A=2Z-1}.
Ejemplos de núcleos espejo:
- 3 H y 3 He:  J π = 1/2 +
- 14 C y 14 O:  J π = 0 +
- 15 N y 15 O:  J π = 1/2 -
- 24 Na y 24 Al:  J π = 4 +
- 24m Na y 24m Al:  J π = 1 +

Los pares de núcleos espejo tienen el mismo spin y paridad. Si nos limitamos a un número impar de nucleones (A = Z + N), entonces encontramos núcleos espejo que se diferencian entre sí al intercambiar un protón por un neutrón . Es interesante observar su energía de enlace, que se debe principalmente a la interacción fuerte y también a la interacción de Coulomb . Dado que la interacción fuerte es invariante para los protones y neutrones, se puede esperar que estos núcleos espejo tengan energías de enlace muy similares.
En 2020, se descubrió que el estroncio-73 y el bromo-73 no se comportaban como se esperaba.